# Śmieszkowo (województwo wielkopolskie)
Śmieszkowo – wieś w Polsce, położona w województwie wielkopolskim, w powiecie czarnkowsko-trzcianeckim, w gminie Czarnków.

## Podział
| SIMC    | Nazwa                    | Rodzaj    |
| ------- | ------------------------ | --------- |
| 1016026 | Apostoły                 | część wsi |
| 1016109 | Huby                     | część wsi |
| 1006068 | Wybudowanie pod Grzępami | część wsi |

## Historia
Miejscowość pierwotnie związana była z Wielkopolską. Ma metrykę średniowieczną i istnieje co najmniej od początku XV wieku. Po raz pierwszy wymieniana w dokumencie zapisanym po łacinie z 1403  jako Szmyescheouo, 1403 (kopia z II poł. XV wieku) Szmyeschewo, 1421 Smeskowo, 1428 Smyeschcowo, 1476 Smieskowo, 1486 Smieszkowo, 1506 Szmyeszkowo, 1508 Szmyeskowo, 1532 Smyeskowo.
Miejscowość była wsią szlachecką w dobrach czarnkowskich należącą do lokalnej szlachty wielkopolskiej z rodu Czarnkowskich herbu Nałęcz wywodzącego się z Czarnkowa. W 1476 wieś leżała w parafii Czarnków w powiecie poznańskim Korony Królestwa Polskiego. W 1508 należała do parafii Czarnków.
W 1403 biskup poznański Wojciech Jastrzębiec przeznaczył różne dziesięciny dla wikariuszy katedry poznańskiej, w tym m.in. ze Śmieszkowa. W 1406 papież Grzegorz XII zatwierdził tę darowiznę.
W 1532 opisano granice Śmieszkowa ze wsią Prusinowo, która biegła od narożnika tych wsi z wsiami Dębe i Sławienko (obecnie część wsi Lubasz) przez błoto zwane Trzciane Błoto, przecinała ona dalej drogę ze Śmieszkowa i przechodziła kolejno koło strugi Skrzypowiec, przez dąbrowę Pośredniak do kopca pod lipą nad inną strugą, a potem przecinała wielką drogę i przechodziła przez las Utrynek Mały przez miejsce zwane Lganowo dochodząc do narożnika tych dwóch wsi z wsią Młynkowo nad strugą Dubielnicą.
Wieś odnotowana została w dokumentach podatkowych. W 1499 nie zapłaciła wiardunków. W 1508 odnotowano płatność wiardunków wojennych ze Śmieszkowa od 5 półłanków. W 1509 miał miejsce pobór podatków od 5 półłanków oraz od pół łana sołtysa. W 1563 wieś pod względem własności podzielona była na dwie części: z jednej zapłacono pobór od 2 i 1/4 łana. Natomiast druga część zwolniona została z poboru z powodu pożaru. W 1577 pobór zapłacili ze swoich części: wdowa po Stanisławie Czarnkowskim Zofia Zbąska Czarnkowska oraz starosta generalny Wielopolski Wojciech Sędziwój Czarnkowski. W 1580 pobór płacili ze swoich części: Zofia Czarnkowska od 9 kwart oraz trzech zagrodników oraz wdowa po kasztelanie santockim Wojciechu Sędziwoju Jadwiga Czarnkowska, która zapłaciła podatek od 9 kwart oraz dwóch zagrodników.
W 1580 wieś położona była w powiecie poznańskim województwa poznańskiego w Rzeczypospolitej Obojga Narodów.
W wyniku I rozbioru Polski w 1772 roku Prusy zagarnęły miejscowość w ramach zaboru pruskiego.
W latach 1975–1998 miejscowość położona była w województwie pilskim.

## Obecnie
Istniejący przemysł to lokalny tartak.
W miejscowości znajduje się Sala Królestwa Świadków Jehowy (zbór Czarnków)